# تل مخدة
تل مخدة Tell Mekhada، هو موقع أثري لبناني، يقع على بعد 400 متر جنوب غرب نبع فاعور في محافظة البقاع،تعود تواريخ موقع تل مخدة في البقاع اللبناني، على الأقل إلى العصر الحجري الحديث.

## الحفريات
باشر مجموعة متخصصين في علم الآثار أعمال الحفريات والتنقيب عن الآثار في موقع تل مخدة سنة 1965، وذلك من قبل العالم المتخصص في علم الآثار-الأركيولوجيا (بيتر ويسكومب Peter Wescombe).

## طالع مواقع تلية أركيولوجية مشابهة
تلعفر، تل عقاب، تل بري، تل دير، تل أبيب (تلة)، تل حزين،، تل حشباي،تل أبيب، تل براك، تل الخويرة، تلكيف، تل ليلان، قطنا (مدينة أثرية)، تل الصافي، تل تمر، تل رياق، تل نبع الليطاني، تل أيوب (لبنان)، تل خردان، تل مجدلون، تل بر إلياس